# Шорт, Джордж
Джордж Дуглас Шорт (англ. George Douglas Short; род. 5 мая 1941, Саскатун, Саскачеван) — канадский легкоатлет, выступавший в беге на короткие дистанции. Участник летних Олимпийских игр 1960 года.

## Биография
Джордж Шорт родился 5 мая 1941 года в канадском городе Саскатун.
В 1959 году участвовал в Панамериканских играх в Чикаго. В беге на 100 метров выбыл в четвертьфинале (11,2 секунды), в беге на 200 метров закончил выступление на той же стадии (23,7). В эстафете 4х100 метров сборная Канады, за которую он выступал, заняла 6-е место (41,9).
В 1960 году вошёл в состав сборной Канады на летних Олимпийских играх в Риме. В беге на 100 метров занял в 1/8 финала 4-е место, показав результат 11,04, уступив 0,12 секунды попавшему в четвертьфинал с 3-го места Ситивени Мосейдреке с Фиджи. В эстафете 4х100 метров сборная Канады, за которую также выступали Линн Ивз, Терри Тобакко, Сиг Олеман и Харри Джером, в четвертьфинале заняла 2-е место с результатом 42,27, в полуфинале стала 4-й (41,27), уступив 0,64 секунды попавшей в финал с 3-го места команде Великобритании.

## Личный рекорд
- Бег на 100 метров — 10,5 (1960)[4]